# Jan Braband
Jan Braband (*  8. Juni 1972 in Hamburg) ist ein deutscher Regisseur.

## Leben
Seine Ausbildung im Bereich Filmregie hat er am Worpsweder Mac-Bekov-Studio abgeschlossen, mit längeren Aufenthalten an der UCLA Extensions und dem Lee Strasberg Theater Institute.
Neben Dokumentarfilmen für den NDR, drehte Jan Braband vor allem Kurzfilme. Zu Preisträgern gehören Hormoon (2005), Our Money (1999), Lilli Rennt (2000/2006), sowie The Man With The Duck On His Head (2000). Die letzten beiden entstanden in Zusammenarbeit mit dem Hamburger Regisseur Oliver Schnekenbühl.
Im Jahr 2006 erschien das Langfilmdebüt Profile Of Fear, ein Psychothriller mit dem Caught-in-the-Act-Star Lee Baxter.
2013 veröffentlichte er den zweiteiligen historischen Jugendroman Nordpiraten, der aus dem Entwurf zu einem bisher nicht genutzten Drehbuch hervorging.